# Manual do Gastão
O Manual do Gastão é um livro infantil brasileiro lançado pela Abril originalmente em 1975.
A maior parte de seu conteúdo foi reaproveitado na Biblioteca do Escoteiro-Mirim e na coleção Manuais Disney (Nova Cultural).

## Expediente
- Criação: Claudio de Souza
- Supervisão: Waldyr Igayara de Souza
- Edição de texto: Silvio Fukumoto
- Texto: Alberto Maduar
- Coordenação de arte: Izomar Camargo Guilherme
- Coordenação de texto: Elizabeth Sigoli
- Pesquisa: José Geraldo de A. Soares Filho
- Layout e ilustrações: Jorge Kato
- Ilustradores: Isao Sugimura e Luiz Podavin